# Windmill British Cemetery
Le Windmill British Cemetery ( Cimetière britannique du moulin à vent) est un cimetière de la Première Guerre mondiale situé à Monchy-le-Preux dans le département français du Pas-de-Calais.

## Localisation
Ce cimetière est situé à 500 m au sud du village, en bordure de la D 939.

## Histoire

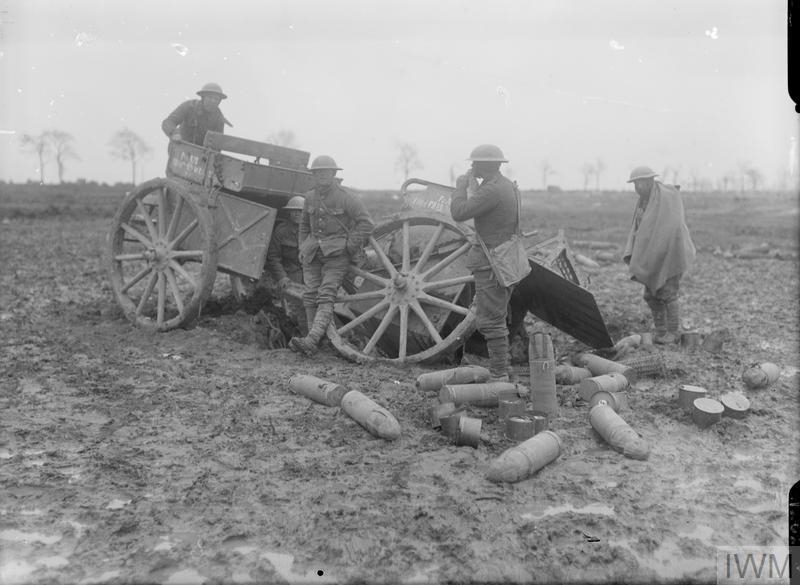
Les soldats britanniques près d'un transport détruit de munitions allemandes à Monchy-le-Preux le 11 avril 1917.

Le 23 avril 1917, lors de la deuxième bataille de la Scarpe, le secteur est pris par les troupes du Commonwealth. Ce cimetière  a été commencé en mai 1917 pour inhumer les soldats tombés lors des combats  du 23 avril. Il a continué à être utilisé jusqu'en mars 1918.

## Caractéristiques
Ce cimetière, au plan rectangulaire de 40 m sur 20, est entouré d'un muret de briques. Il a été conçu par l'architecte britannique Edwin Lutyens.

## Galerie

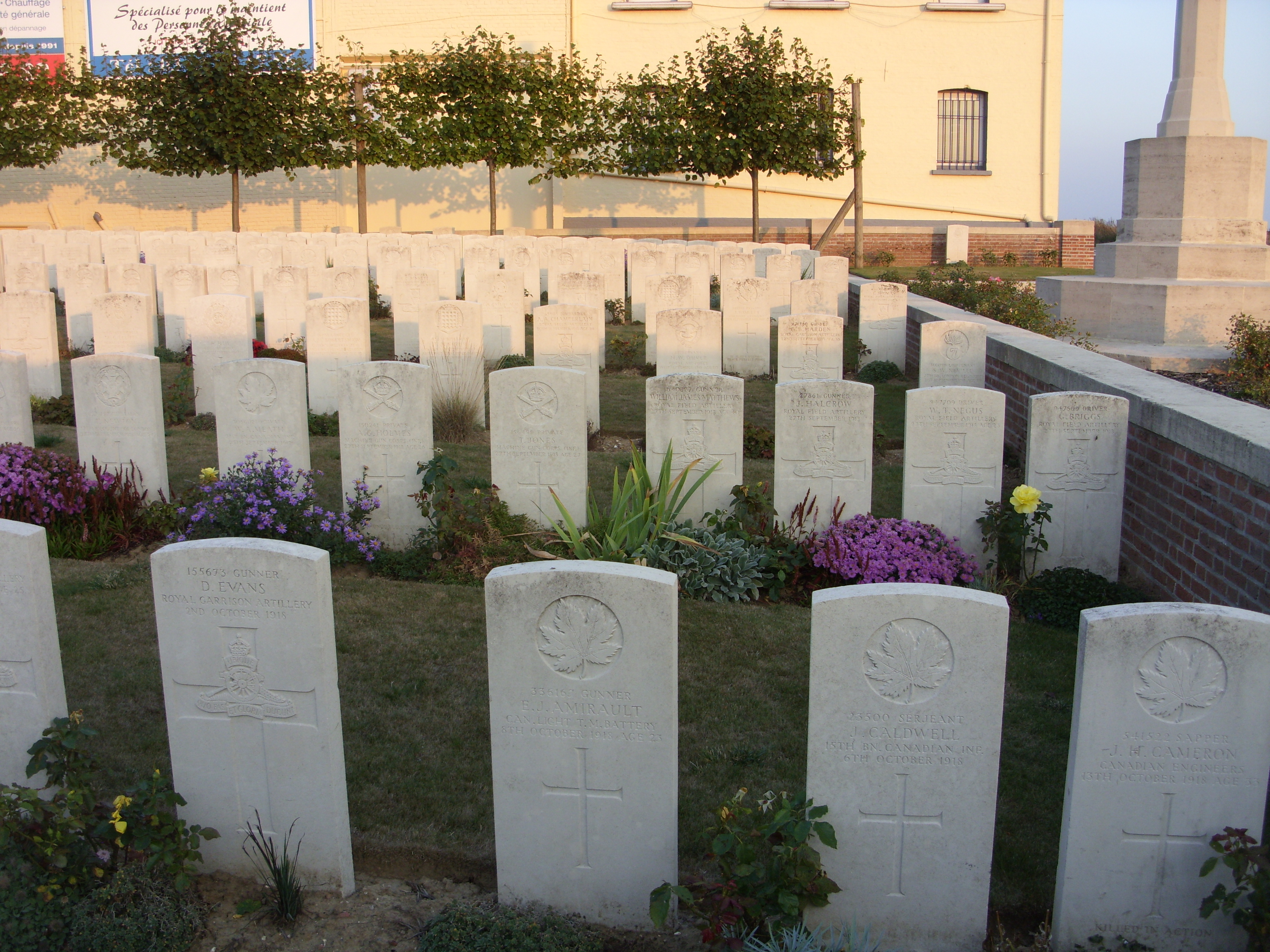
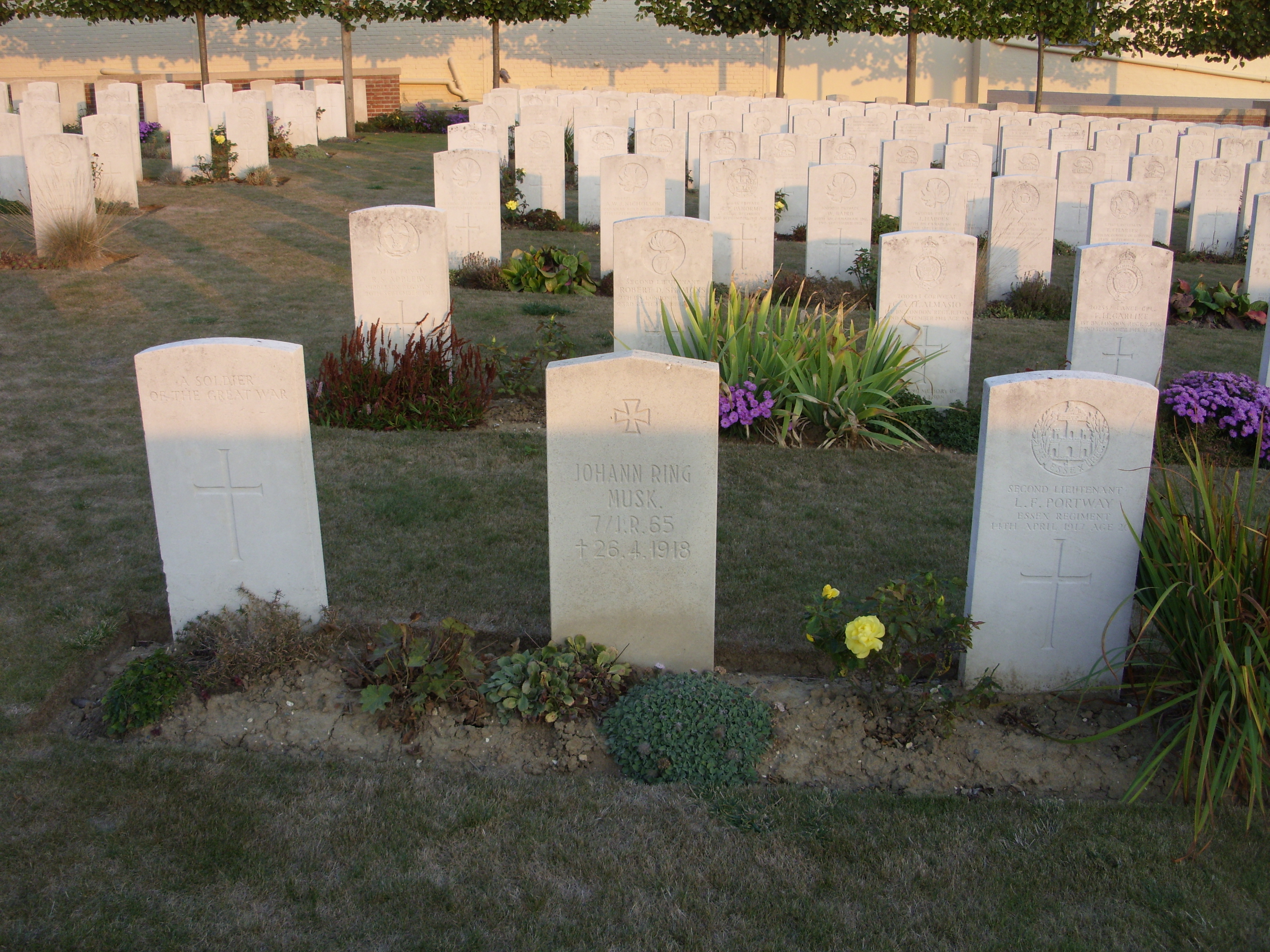
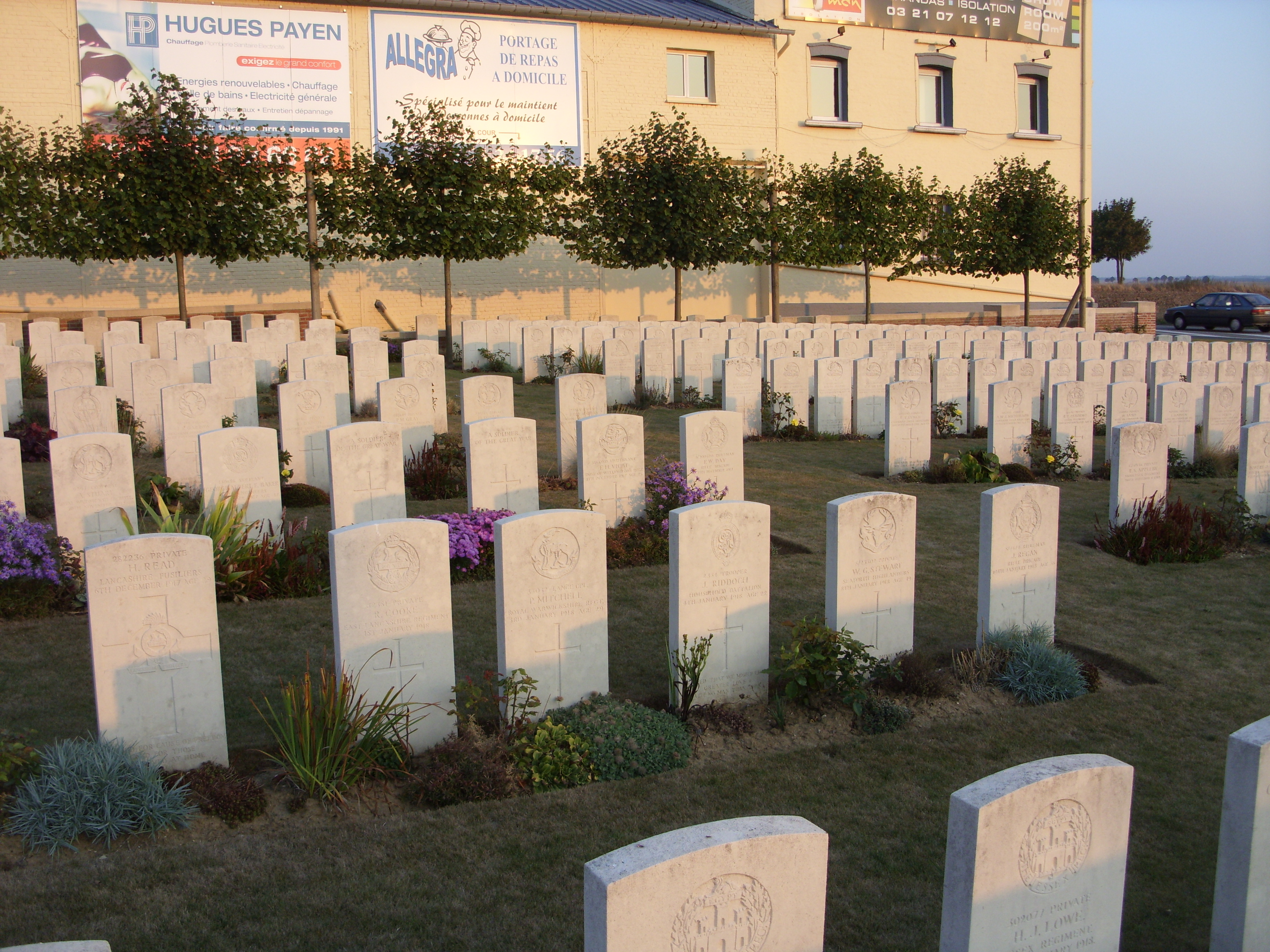
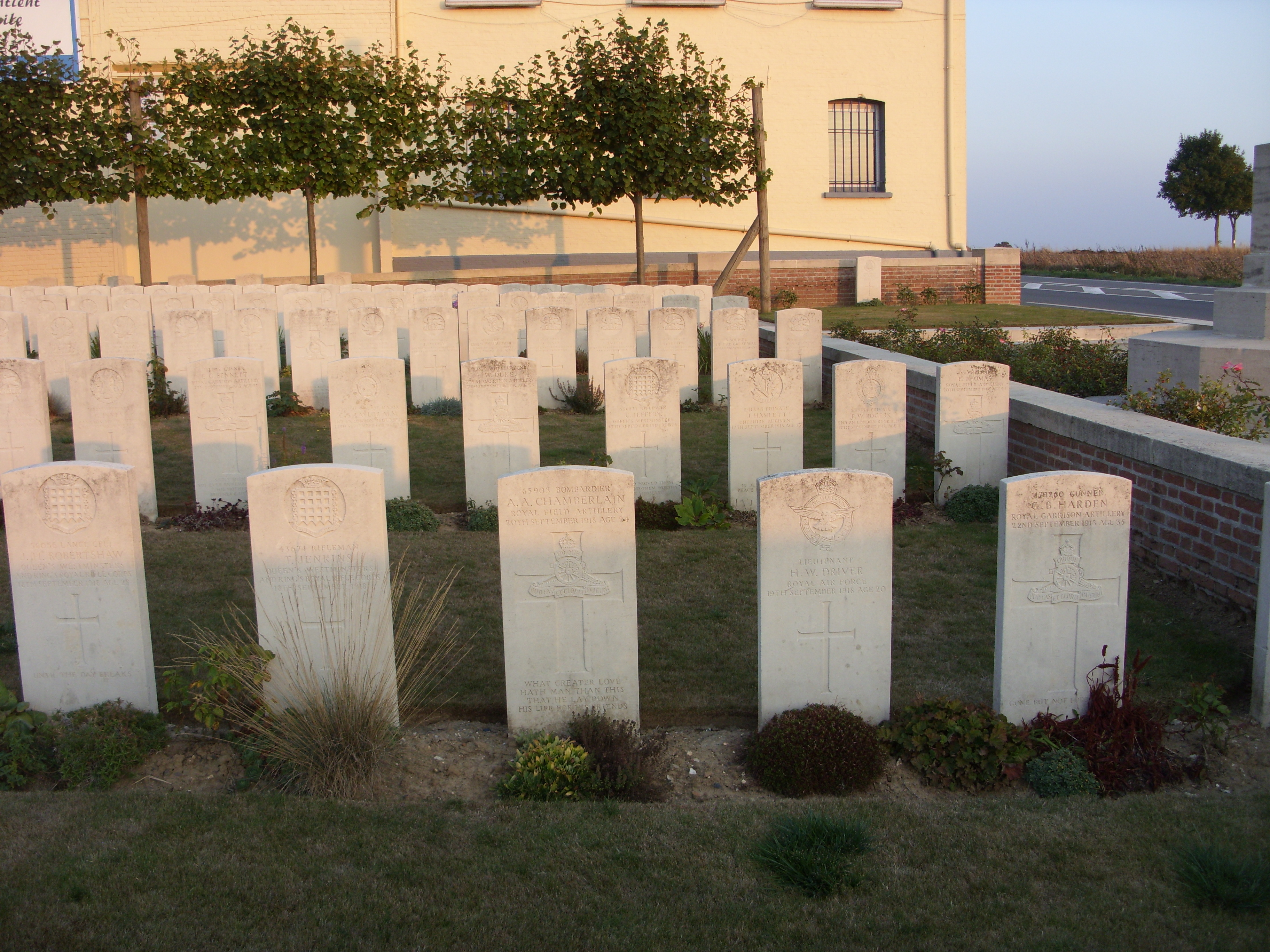
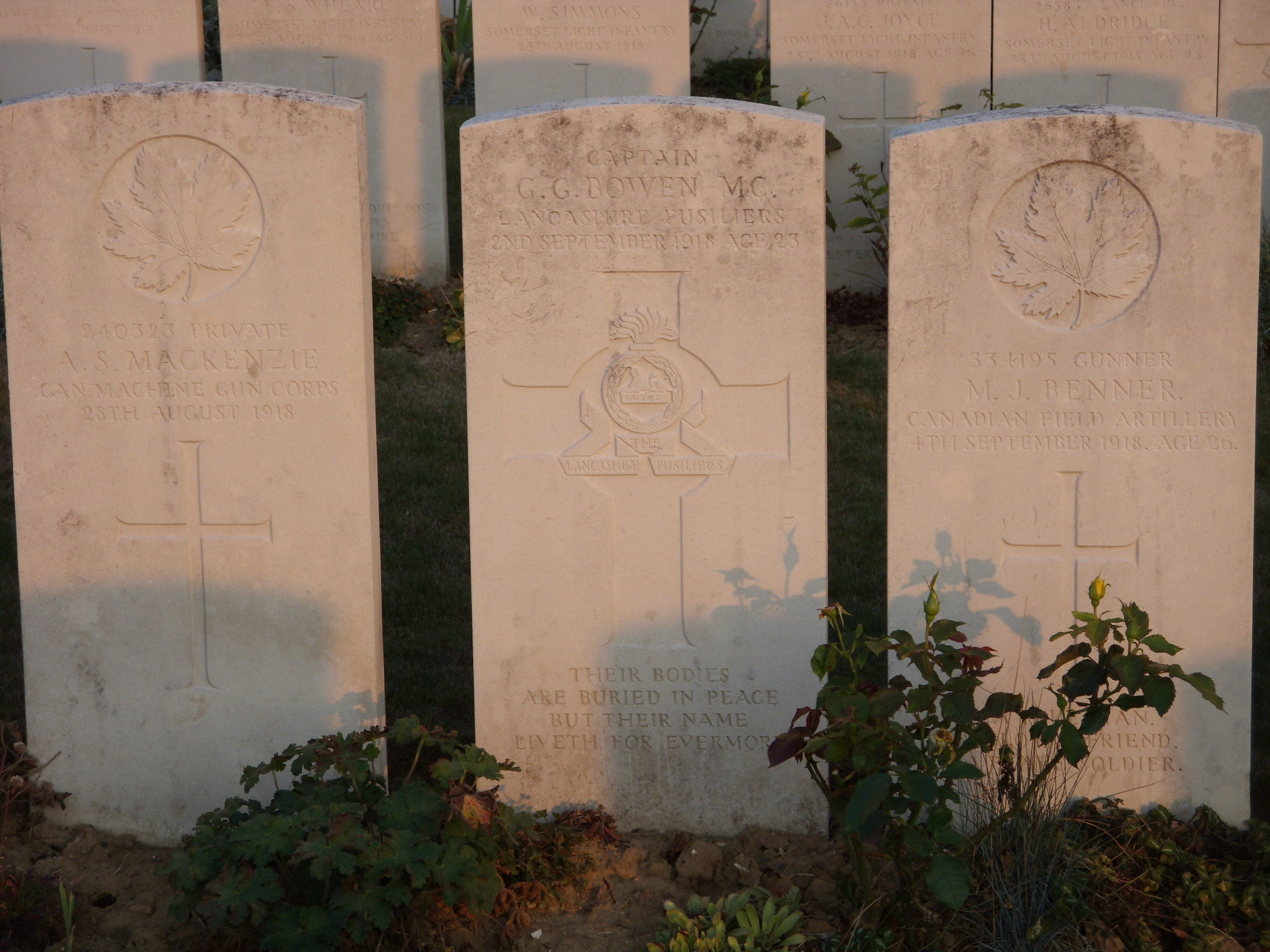

## Victimes
| Pays           | Victimes |
| -------------- | -------- |
| Royaume-Uni    | 336      |
| Canada         | 65       |
| Afrique du Sud | 1        |
| Allemagne      | 1        |
| Total          | 403      |

## Pour approfondir